# パトリック・フロショフスキー
パトリック・フロショフスキー（Patrik Hrošovský 、1992年4月22日  - ）は、スロバキア・トレンチーン県プリエヴィドザ出身のプロサッカー選手。スロバキア代表。ジュピラー・プロ・リーグ・KRCヘンク所属。ポジションはMF。

## 経歴

### クラブ
17歳の時にFCヴィクトリア・プルゼニの下部組織に入団。2011年1月12日のポハール・チェスケー・ポシュスティ・FKバニーク・ソコロフ戦でトップチームデビュー。
2019年8月16日、KRCヘンクに完全移籍。

### 代表
2014年11月19日、フィンランド代表との親善試合でA代表初キャップ。